# Dorsal de Gakkel
La dorsal de Gakkel (coneguda anteriorment com la serralada de Gakkel o la dorsal Àrtica) és una dorsal oceànica, un límit divergent entre la placa nord-americana i la placa eurasiàtica. Està situada a l'oceà Àrtic, entre Groenlàndia i Sibèria, i té una longitud de 1.800 km aproximadament. Geològicament, connecta la dorsal mesoatlàntica amb el rift de Laptev.
L'existència i l'aproximació de la localització de la dorsal de Gakkel van ser predites per l'explorador soviètic Iakov Iakovlevitx Gakkel, i confirmades en expedicions soviètiques a l'Àrtida al voltant de l'any 1950. La dorsal porta el seu nom, que fou reconegut a l'abril del 1987 per l'SCUFN.
La dorsal de Gakkel és la dorsal amb una velocitat d'expansió més lenta de la Terra, amb una taxa de menys d'1 cm per any. Fins al 1999, es creia que no era volcànica; aquell any, científics que treballaven en un submarí nuclear hi van descobrir un volcà actiu. L'any 2001, dos trencaglaços de recerca, l'alemany Polarstern i l'estatunidenc Healy, amb diversos grups de científics, viatjaren a la dorsal de Gakkel per explorar-la i recollir-hi mostres petrològiques. Entre altres descobertes, aquesta expedició trobà evidència de fumaroles hidrotermals. L'any 2007, la Woods Hole Oceanographic Institution portà a terme l'expedició "Arctic Gakkel Vents" (AGAVE), que feu algunes descobertes inesperades, incloent-hi els dipòsits volcànics de fragments piroclàstics no consolidats que cobreixen la vall axial de la dorsal (l'àrea dels quals és major de 10 km²). Això va suggerir l'existència de substàncies volàtils en concentracions deu vegades més grans que les dels magmes de les dorsals oceàniques normals. L'expedició AGAVE també descobrí, mitjançant robòtica submergible, "estores" de comunitats microbianes que contenen sis noves espècies o més.